# Lindre-Haute
Pour l’article homonyme, voir Lindre-Basse.
Lindre-Haute est une commune française située dans le département de la Moselle, en région Grand Est.

## Géographie
Lindre-Haute est a deux kilomètres de la ville de Dieuze et a une trentaine de kilomètres de Sarrebourg. La commune est située au sommet d'une butte ce qui lui vaut la qualificatif de Haute contrairement à sa voisine bordant l'étang de Lindre appelée Lindre-Basse.
La commune fait partie de la ZNIEFF du pays des étangs.

### Communes limitrophes
|        | Vergaville   |          |
| Dieuze | Lindre-Haute | Zommange |
|        | Lindre-Basse |          |

### Hydrographie
La commune est située dans le bassin versant du Rhin au sein du bassin Rhin-Meuse. Elle est drainée par le ruisseau le Verbach.
Le Verbach, d'une longueur totale de 11,8 km, prend sa source dans la commune de Domnom-lès-Dieuze et se jette  dans la Seille à Dieuze, après avoir traversé sept communes.

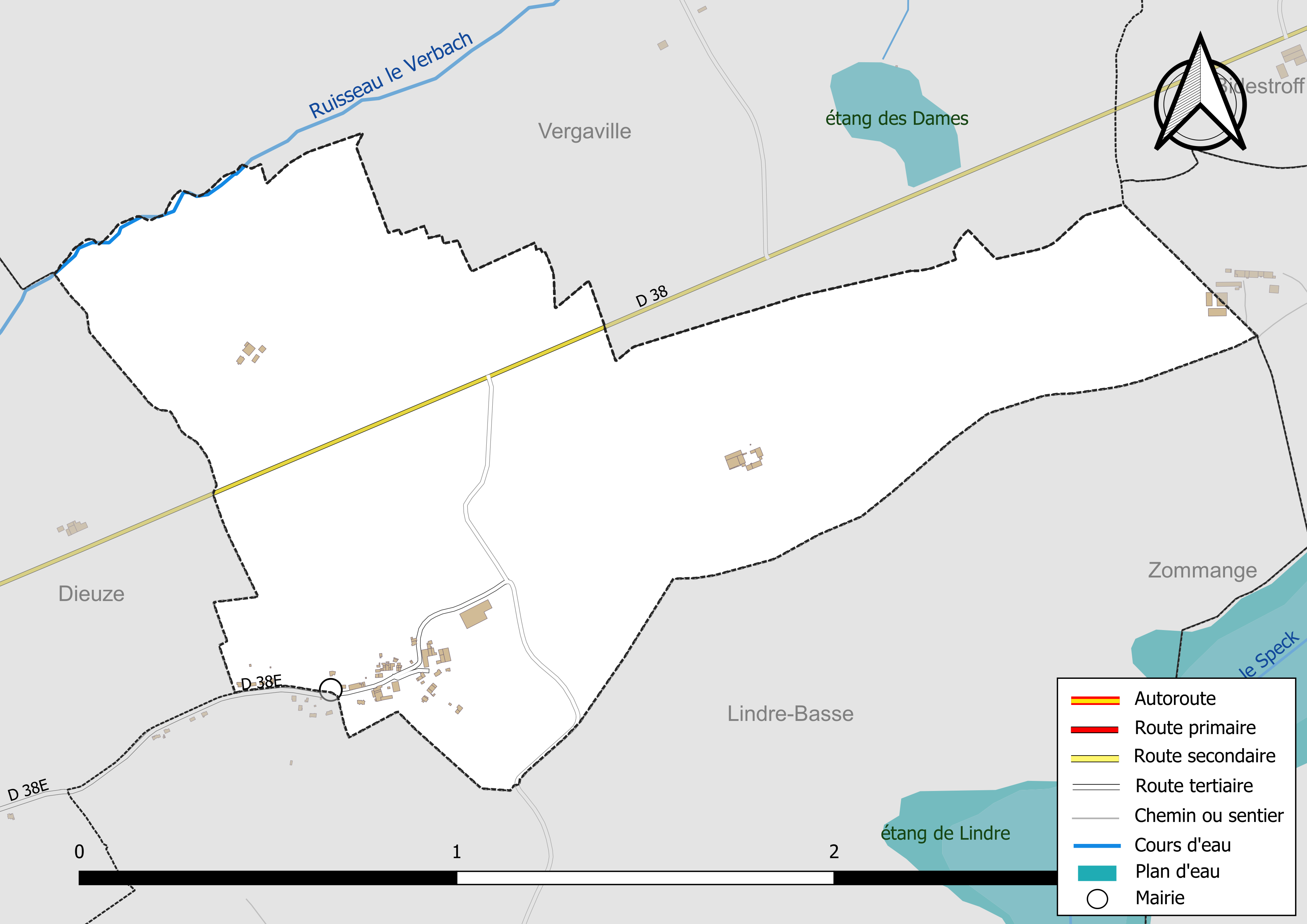
Réseaux hydrographique et routier de Lindre-Haute.

La qualité du ruisseau le Verbach peut être consultée sur un site spécial géré par les agences de l’eau et l’Agence française pour la biodiversité.

### Climat
Pour des articles plus généraux, voir Climat du Grand Est et Climat de la Moselle.
En 2010, le climat de la commune est de type climat des marges montargnardes, selon une étude du Centre national de la recherche scientifique s'appuyant sur une série de données couvrant la période 1971-2000. En 2020, Météo-France publie une typologie des climats de la France métropolitaine dans laquelle la commune est exposée à un climat semi-continental et est dans une zone de transition entre les régions climatiques « Lorraine, plateau de Langres, Morvan » et « Vosges ». 
Pour la période 1971-2000, la température annuelle moyenne est de 9,9 °C, avec une amplitude thermique annuelle de 17 °C. Le cumul annuel moyen de précipitations est de 770 mm, avec 11,9 jours de précipitations en janvier et 9,1 jours en juillet. Pour la période 1991-2020, la température moyenne annuelle observée sur la station météorologique de Météo-France la plus proche, « Rodalbe », sur la commune de Rodalbe à 11 km à vol d'oiseau, est de 10,6 °C et le cumul annuel moyen de précipitations est de 737,2 mm. 
La température maximale relevée sur cette station est de 38,7 °C, atteinte le 24 juillet 2019 ; la température minimale est de −18,1 °C, atteinte le 26 décembre 2010,,. 
Les paramètres climatiques de la commune ont été estimés pour le milieu du siècle (2041-2070) selon différents scénarios d'émission de gaz à effet de serre à partir des nouvelles projections climatiques de référence DRIAS-2020. Ils sont consultables sur un site spécial publié par Météo-France en novembre 2022.

## Urbanisme

### Typologie
Au 1er janvier 2024, Lindre-Haute est catégorisée commune rurale à habitat très dispersé, selon la nouvelle grille communale de densité à sept niveaux définie par l'Insee en 2022.
Elle est située hors unité urbaine. Par ailleurs la commune fait partie de l'aire d'attraction de Dieuze, dont elle est une commune de la couronne,. Cette aire, qui regroupe 31 communes, est catégorisée dans les aires de moins de 50 000 habitants,.

### Occupation des sols
L'occupation des sols de la commune, telle qu'elle ressort de la base de données européenne d’occupation biophysique des sols Corine Land Cover (CLC), est marquée par l'importance des territoires agricoles (100 % en 2018), une proportion identique à celle de 1990 (100 %). La répartition détaillée en 2018 est la suivante : 
prairies (61,4 %), terres arables (38,6 %). L'évolution de l’occupation des sols de la commune et de ses infrastructures peut être observée sur les différentes représentations cartographiques du territoire : la carte de Cassini (XVIIIe siècle), la carte d'état-major (1820-1866) et les cartes ou photos aériennes de l'IGN pour la période actuelle (1950 à aujourd'hui).

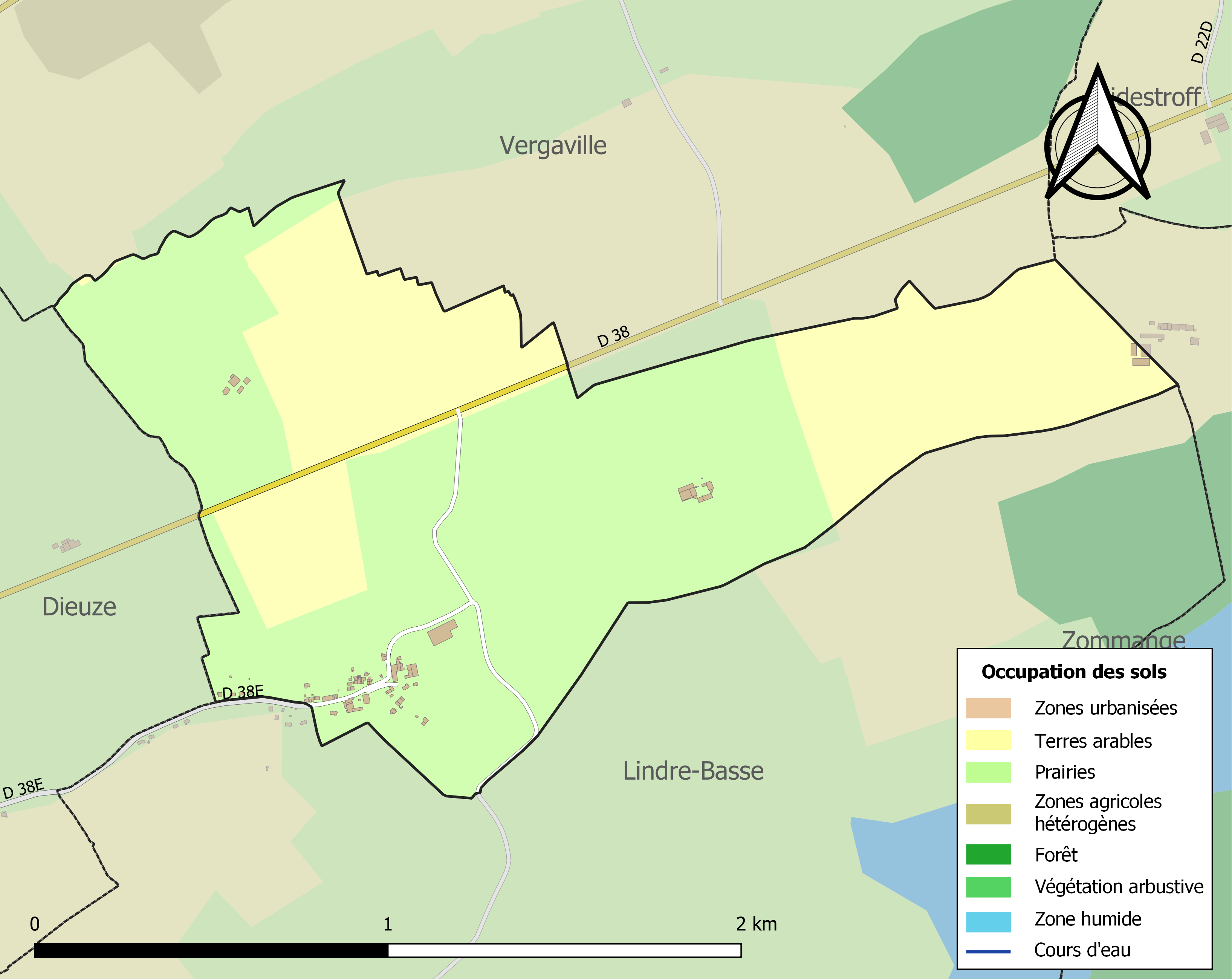
Carte des infrastructures et de l'occupation des sols de la commune en 2018 (CLC).

## Toponymie
- la Haute Lindre, La Petite-Lindre, la Haulte-Linder en 1476 ; Oberlinde en 1525 ; Lindre (Haute) en 1793.
- Oberlinder (1915-1918), Oberlinden (1940-1944).

## Histoire
La date de création de Lindre-haute est inconnue mais la commune est mentionnée dans des ouvrages du XIVe siècle. Elle fut totalement détruite pendant la guerre de Trente Ans dans le Saint-Empire romain germanique (1618-1648).
Dans les années 1920-1930, Lindre-Haute a été une commune d'innovation et de progrès quoique petite et peuplée de cultivateurs. En effet, la première station de pompage de l'Est y fut construite à la suite du travail acharné des ingénieurs et du maire Paul Dubroux. Pendant la Seconde Guerre mondiale, Lindre-Haute a été occupé par les Allemands, les familles expulsées ont été contraintes a s'installer dans le Sud de la France, sur 27 familles seulement deux sont restées. Durant cette période, la commune fut rebaptisée Uber-Linden.

## Politique et administration
| Période                                  | Période   | Identité       | Étiquette | Qualité     |
| ---------------------------------------- | --------- | -------------- | --------- | ----------- |
| Les données manquantes sont à compléter. |           |                |           |             |
| 1915                                     | 1965      | Paul Dubroux   |           | Cultivateur |
| 1965                                     | mars 1989 | Maurice Schang |           |             |
| 1989                                     | 1995      | René Diniel    |           |             |
| mars 1995                                | 2006      | Pierre Beaugé  |           |             |
| 2006                                     | ?         | René Notin     |           | Cultivateur |
| mai 2020                                 | En cours  | Olivier Guyon  |           |             |

## Démographie
L'évolution du nombre d'habitants est connue à travers les recensements de la population effectués dans la commune depuis 1793. Pour les communes de moins de 10 000 habitants, une enquête de recensement portant sur toute la population est réalisée tous les cinq ans, les populations de référence des années intermédiaires étant quant à elles estimées par interpolation ou extrapolation. Pour la commune, le premier recensement exhaustif entrant dans le cadre du nouveau dispositif a été réalisé en 2007.

En 2022, la commune comptait 49 habitants, en évolution de +4,26 % par rapport à 2016 (Moselle : +0,52 %, France hors Mayotte : +2,11 %).
| 1793 | 1800 | 1806 | 1821 | 1831 | 1836 | 1841 | 1846 | 1851 |
| ---- | ---- | ---- | ---- | ---- | ---- | ---- | ---- | ---- |
| 90   | 60   | 99   | 123  | 133  | 141  | 145  | 174  | 144  |

| 1856 | 1861 | 1871 | 1875 | 1880 | 1885 | 1890 | 1895 | 1900 |
| ---- | ---- | ---- | ---- | ---- | ---- | ---- | ---- | ---- |
| 131  | 134  | 120  | 127  | 118  | 104  | 92   | 91   | 89   |

| 1905 | 1910 | 1921 | 1926 | 1931 | 1936 | 1946 | 1954 | 1962 |
| ---- | ---- | ---- | ---- | ---- | ---- | ---- | ---- | ---- |
| 85   | 106  | 86   | 95   | 80   | 80   | 88   | 84   | 82   |

| 1968 | 1975 | 1982 | 1990 | 1999 | 2006 | 2007 | 2012 | 2017 |
| ---- | ---- | ---- | ---- | ---- | ---- | ---- | ---- | ---- |
| 83   | 71   | 66   | 66   | 57   | 61   | 61   | 46   | 50   |

| 2022 | - | - | - | - | - | - | - | - |
| ---- | - | - | - | - | - | - | - | - |
| 49   | - | - | - | - | - | - | - | - |

## Culture locale et patrimoine

### Lieux et monuments

#### Édifices civils
- Puits de Saint-Gibrien, lieu de pèlerinage.

## Édifice religieux
- Église Saint-Gibrien dont le chœur fut créé au XIVe siècle, la nef au XVIIIe siècle ainsi qu’un oculus ; l'autel du XVIIIe siècle représente des mains sculptées en pierre (légende des mains d'un saint sorties de terre). Elle a aussi un grand chapiteau corinthien.

## Pour approfondir